# Luiz Philippe de Orléans e Bragança
Luiz Philippe de Orléans e Bragança GOMN (Rio de Janeiro, 3 de abril de 1969) é um cientista político, empresário, ativista e político brasileiro filiado ao Partido Liberal (PL). É descendente do imperador do Brasil Pedro II, e, portanto, descendente da família imperial brasileira.
Em 2019 assumiu o cargo de deputado federal pelo estado de São Paulo, após ser eleito nas eleições gerais de 2018 pelo Partido Social Liberal, com 118 457 votos. É um dos líderes e cofundador do movimento Acorda Brasil, que foi favorável ao impeachment de Dilma Rousseff, além de sobrinho de Bertrand de Orléans e Bragança, atual pretendente ao extinto trono do Brasil.
É o único descendente da família imperial brasileira a ocupar um cargo político de relevância no Brasil desde a Proclamação da República, em 15 de novembro de 1889.

## Biografia
Luiz Philippe de Orléans e Bragança nasceu na cidade do Rio de Janeiro em 3 de abril de 1969, o primeiro filho de Eudes de Orléans e Bragança, pretendente ao título de Príncipe de Orléans e Bragança, e de sua primeira esposa, Ana Maria Bárbara de Moraes Barros, descendente de Bartira, uma das filhas do famoso cacique Tibiriçá.[carece de fontes?] Sua mãe é filha de Luiz de Moraes Barros, sobrinho-neto de Prudente de Moraes, terceiro presidente da República do Brasil, e de sua esposa, Maria do Carmo Cerqueira César. 
É neto paterno de Pedro Henrique de Orléans e Bragança e de sua esposa, a princesa Maria Isabel da Baviera (neta de Ludwig III, último rei da Baviera), bisneto do príncipe Luís Filipe Maria do Brasil e de sua esposa, a princesa Maria Pia das Duas Sicílias (neta do rei Fernando II das Duas Sicílias), trineto da princesa Isabel do Brasil e de seu marido, o príncipe Gastão de Orléans, Conde d'Eu (neto do rei Louis Philippe I da França), e, portanto, tetraneto do imperador Pedro II do Brasil e pentaneto de seus pais, Pedro I do Brasil & IV de Portugal e a arquiduquesa Maria Leopoldina da Áustria.
Em 30 de agosto de 2008, casou com Fernanda Hara Miguita, de ascendência japonesa, com a qual tem um filho, Maximiliano de Orléans e Bragança.

### Formação acadêmica
Luiz Philippe cursou administração de empresas na Fundação Armando Álvares Penteado,[carece de fontes?] concluiu em 1993 um mestrado em ciências políticas na Universidade Stanford nos Estados Unidos [carece de fontes?]e, em seguida, em 1997 especializou-se em administração de empresas, com um MBA, no Institut européen d'administration des affaires, na França.[carece de fontes?]

### Carreira profissional
Luiz Philippe iniciou sua trajetória profissional nos Estados Unidos, onde trabalhou em empresas do mercado financeiro. Fez parte do planejamento financeiro da Saint-Gobain, multinacional francesa, entre 1993 e 1996. Em seguida, trabalhou por três anos no banco de investimentos JPMorgan em Londres e no banco de investimento do Lázard Freres, em Nova Iorque. A partir dos anos 2000, retornou ao Brasil como diretor de desenvolvimento de negócios da America Online (AOL) na América Latina. Em 2005 tornou-se empreendedor, ao fundar a empresa IKAT do Brasil, que atua no ramo de distribuição de moto-peças. Em 2012 Luiz Philippe fundou a ZAP Tech, uma incubadora de meios de pagamento para plataformas móveis.[carece de fontes?]

## Atividade política
Fundou em 2014 o movimento Acorda Brasil. Em 2015, durante o início do processo de impeachment da ex-presidente Dilma Rousseff, apresentou um projeto de reforma política à Câmara dos Deputados, em Brasília. Participou do desenvolvimento e intermediação junto ao Senado Federal, em 2016, de um Projeto de Emenda Constitucional que permita o voto de não confiança de um presidente. Luiz Philippe também participa do Canal Terça Livre, com o programa Caia na Real, e viaja o Brasil com a palestra Redefinindo o Brasil.
No dia 1º de setembro de 2016 o referido grupo Acorda Brasil, liderado por Luiz Philippe, entrou com um mandado de segurança que pediu a suspensão da decisão do presidente do Supremo Tribunal Federal, Ricardo Lewandowski, de aceitar um destaque proposto pelo Partido dos Trabalhadores e fatiar as votações do impeachment de Dilma. Os impetrantes argumentaram que isso feria a Constituição Federal, e ainda que a Constituição não permitiria interpretação quanto à dissociação da perda do cargo em relação à inabilitação por oito anos para o exercício da função pública.

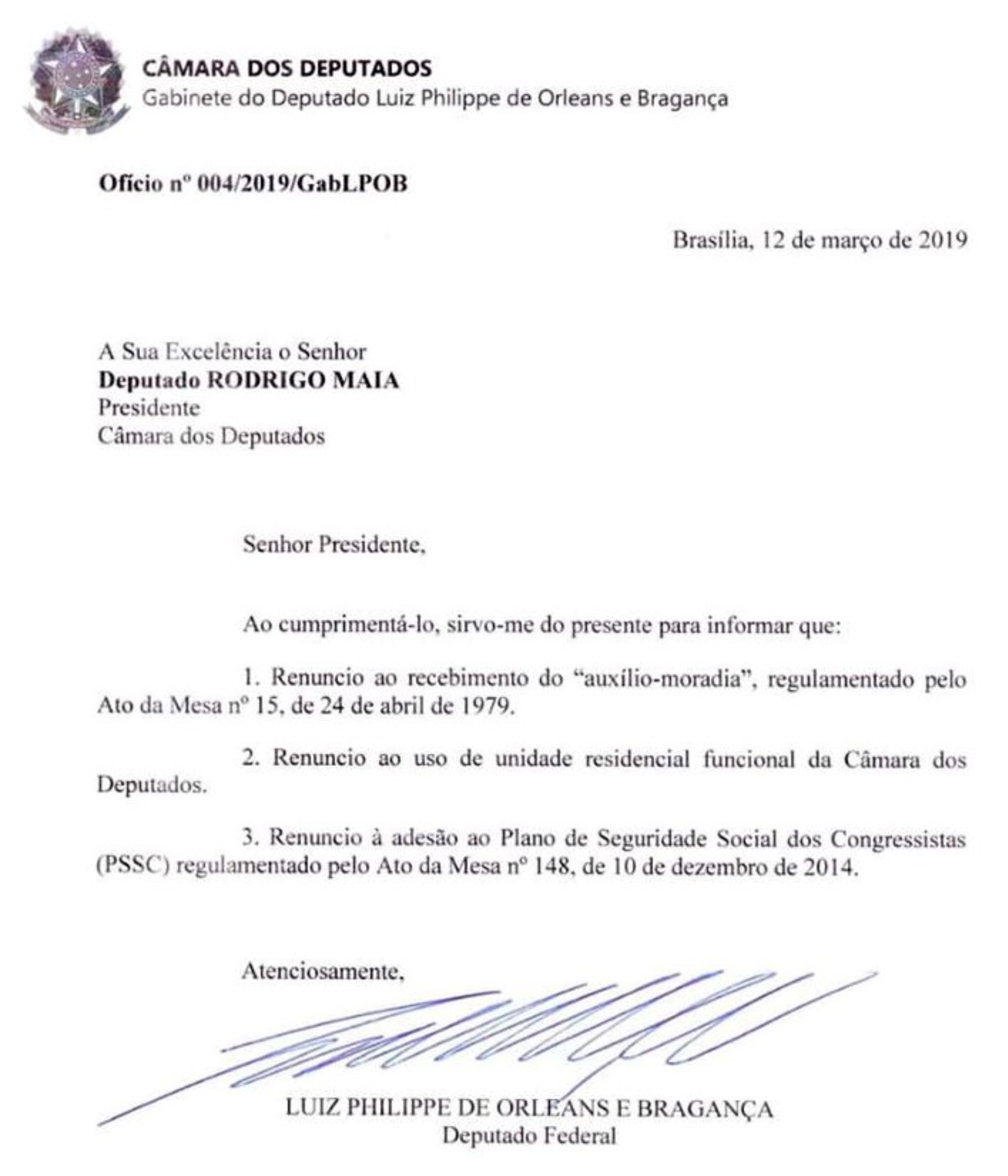
Documento do deputado solicitando renúncia de privilégios políticos em 2019.

Filiou-se ao Partido Novo, mas trocou-o pelo Partido Social Liberal em 2018, sendo em seguida eleito deputado federal pelo Estado de São Paulo. Foi o 33.º mais votado no estado e o primeiro descendente da antiga Família imperial brasileira a ocupar um cargo político, desde a Proclamação da República em 1889. Na época, foi considerada sua candidatura à vice-presidência do Brasil na chapa do candidato Jair Bolsonaro, do mesmo partido.
Entre suas propostas está a criação de um quarto poder na figura de um chefe de Estado, como no parlamentarismo; inversão da pirâmide dos gastos público do Estado; criação de uma nova constituição nos moldes da Constituição de 1824, que instituía a monarquia como modelo de governo.
Filiado ao PL, foi reeleito deputado federal por São Paulo em 2022.

## Controvérsias

### Ameaças ao STF
Em maio de 2020 o deputado foi alvo, juntamente com outros colegas de partido, de um inquérito instituído pelo Supremo Tribunal Federal contra ameaças em redes sociais a membros da corte. Após classificar o inquérito como absurdo e monocrático, o presidente Jair Bolsonaro condecorou Luiz Philippe com a Ordem do Mérito Naval no grau de Grande Oficial.

### Fake News
Segundo o levantamento do Aos Fatos de maio de 2020, Luiz Phillipe de Orleans e Bragança e um grupo de sete deputados investigados no inquérito das fake news publicaram em média duas postagens por dia em rede social em um período de três meses, com desinformação ou mencionando o STF de forma negativa.

### Maçonaria
Luiz Philippe de Orléans e Bragança, além de sua trajetória como deputado federal e empresário, ganhou notoriedade ao declarar publicamente sua filiação à maçonaria, o que tem sido objeto de debates e controvérsias. A adesão à ordem, que historicamente defende princípios de racionalismo e liberdade de pensamento, contrasta com a tradição católica que permeia sua linhagem—descendente da família imperial brasileira, fortemente associada aos valores e à identidade do catolicismo. Para críticos e setores mais conservadores, essa aparente discrepância levanta questionamentos sobre a compatibilidade entre os preceitos maçônicos e os valores religiosos que marcaram historicamente a família real, contribuindo para um debate que envolve tanto questões de herança cultural quanto de identidade política e religiosa.

## Desempenho Eleitoral
| Ano  | Eleição                         | Partido | Candidato a      | Votos   | %     | Resultado | Ref    |
| ---- | ------------------------------- | ------- | ---------------- | ------- | ----- | --------- | ------ |
| 2018 | Eleições estaduais em São Paulo | PSL     | Deputado Federal | 118.457 | 0,56% | Eleito    | [ 31 ] |
| 2022 | Eleições estaduais em São Paulo | PL      | Deputado Federal | 79.210  | 0,33% | Eleito    | [ 31 ] |

## Livros
- Por que o Brasil é um país atrasado? – o que fazer para entrarmos de vez no século XXI (2017).[32]
- Antes que apaguem: sem desculpas, sem isenção, sem censura… por enquanto (2021).[33]
- Império de verdades (2022).[34]
- A libertadora: Uma constituição para o Brasil (2022).[35]
- Os 7 poderes: O Brasil no século XXI (2024).[36]